# ردیف تصویرسازی اسپین اکو
پژواک چرخش (به انگلیسی: Spin Echo) یک فناوری تصویر برداری مبتنی بر تشدید مغناطیسی است. در این فناوری، از تمرکز مجدد اسپین پس از چرخش دادن اسپین‌ها استفاده می‌شود.
تشدید مغناطیسی هسته‌ای (NMR) و تصویربرداری تشدید مغناطیسی (MRI) نوین از این اثر استفاده می‌کنند.

## نمایش مراحل
A- پیکان سرخ عمودی میانگین گشتاور مغناطیسی گروهی از اسپین‌ها مانند پروتون‌ها است. همه در میدان مغناطیسی عمودی، عمودی هستند و روی محور طولانی خود می‌چرخند، اما این تصویر در یک چارچوب مرجع چرخشی است که در آن اسپین‌ها به‌طور متوسط ساکن هستند.
B- یک پالس ۹۰ درجه اعمال شده است که پیکان سرخ را به صفحه افقی (x-y) می‌چرخاند.
C- به دلیل ناهمگونی میدان مغناطیسی موضعی (تغییرات میدان مغناطیسی در بخش‌های مختلف نمونه که از نظر زمان ثابت هستند)، با پیشی گرفتن گشتاور خالص، برخی از اسپین‌ها به دلیل قدرت میدان موضعی پایین‌تر، کند می‌شوند (و بنابراین شروع به عقب رفتن تدریجی می‌کنند) در حالی که برخی به دلیل قدرت میدان بیشتر سرعت می‌گیرند و شروع به جلوتر از دیگران می‌کنند. این باعث از بین رفتن سیگنال می‌شود.
D- اکنون یک پالس ۱۸۰ درجه اعمال می‌شود تا چرخش‌های آهسته‌تر جلوتر از لحظه اصلی و چرخش‌های سریع عقب‌نشینی کنند.
E- به تدریج، لحظات سریع به لحظه اصلی می‌رسند و لحظات آهسته به لحظه اصلی بازمی‌گردند. در لحظه ای بین E و F نمونه برداری از اکو شروع می‌شود.
F- تمرکز مجدد کامل رخ داده است و در این زمان، پژواک T2 دقیق با حذف تمام اثرات T2* قابل اندازه‌گیری است. به‌طور جداگانه، بازگشت پیکان قرمز به سمت عمودی (نشان داده نشده) آرامش T1 را منعکس می‌کند. ۱۸۰ درجه رادیان π است بنابراین پالس‌های ۱۸۰ درجه اغلب پالس π نامیده می‌شوند.

## ردیف تصویرسازی اسپین اکو

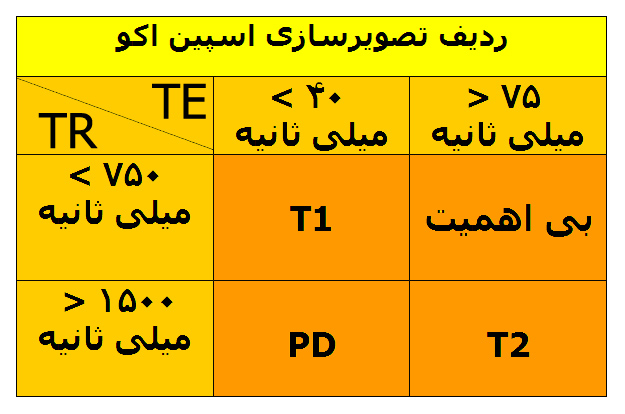
گزینه‌های TR و TE در ردیف تصویرسازی اسپین اکو

ردیف تصویرسازی اسپین اکو (به انگلیسی: Spin Echo Pulse Sequence) نوعی ردیف ضربانی در ام آر آی است.
در این ردیف ضربانی، اکو توسط پالس‌های رادیو فرکانسی تولید می‌شود. در این حالت، اسپین‌ها در صفحه x-y هم فاز می‌گردند.